# Les Mariées
Pour plus de détails, voir Fiche technique et Distribution.
Les Mariées (Νύφες, Nyfes) est un film grec réalisé par Pantelís Voúlgaris et sorti en 2004.
Le film se classa deuxième au box-office grec de l'année 2004, le seul film grec dans les cent premiers films au box-office avec 700 000 entrées.

## Synopsis
En 1922, à bord du transatlantique SS King Alexander entre Smyrne et New York, le photographe américain Norman Harris (Damian Lewis), passager de 1re classe, rencontre la jeune femme grecque d'Asie mineure Niki Douka (Victoria Haralabidou), originaire de Samothrace, passagère de 3e classe. Il rentre chez lui, à Chicago, vers un mariage qui n'existe plus. Elle fait partie de 700 jeunes femmes grecques mariées par correspondance à des compatriotes installés aux États-Unis. Dans leur malle, elles ont toutes la photo de leur futur mari et leur robe de mariée. Norman est touché par ces femmes et séduit par Niki. Ils apprennent à se connaître et tombent amoureux. Quand le navire entre au port de New-York, ils se séparent et partent chacun de leur côté vers leur destin.

## Fiche technique
- Titre : Les Mariées
- Titre original : Νύφες (Nyfes)
- Réalisation : Pantelís Voúlgaris
- Scénario : Ioanna Karystiani
- Décors : Demetres Katsikis
- Costumes : Eva Nathena et Damianos Zarifis
- Photo : Yórgos Arvanítis
- Son : Nikos Papadimitriou
- Montage : Takis Yannopoulos
- Musique : Stamatis Spanoudakis
- Production : Martin Scorsese, Pantelís Voúlgaris, Despina Mouzaki et Michele Ray Gavras
- Sociétés de production : Kappa Productions, Alco Films, Cinegram SA, Lexicon, Centre du cinéma grec, CL Productions, K.G Productions, Alpha TV et Filmnet
- Distribution : ODEON
- Pays :  Grèce
- Langues : grec, anglais
- Genre : drame
- Durée : 135 minutes
- Sortie : 22 octobre 2004
- Box-office grec : 4,93 millions de dollars[1]

## Distribution
- Damian Lewis : Norman Harris
- Victoria Haralabidou : Niki Douka
- Andréa Ferréol : Emine
- Evi Saoulidou : Haro
- Dimitri Katalifos : Captain
- Irini Iglesi : Miss Kardaki
- Evelina Papoulia : Marion
- Steven Berkoff : Karaboulat

## Récompenses
- Festival international du film de Thessalonique 2004 : le film reçut les récompenses du Ministère de la culture : Premier Prix du film de fiction, meilleure actrice, meilleure actrice dans un second rôle, meilleure image, meilleur décor, meilleure musique, meilleur son, meilleur montage, meilleurs costumes et maquillage ainsi que le Prix de la perfection technique par le Syndicat des techniciens de l'audiovisuel.